# Assedio di Malmö
L'assedio di Malmö fu il tentativo fallito dei danesi di assediare la città svedese di Malmö tra l'11 giugno ed il 5 luglio 1677, nell'ambito della guerra di Scania. L'assedio consolidò il regno di Carlo XI di Svezia sulla parte meridionale della regione.

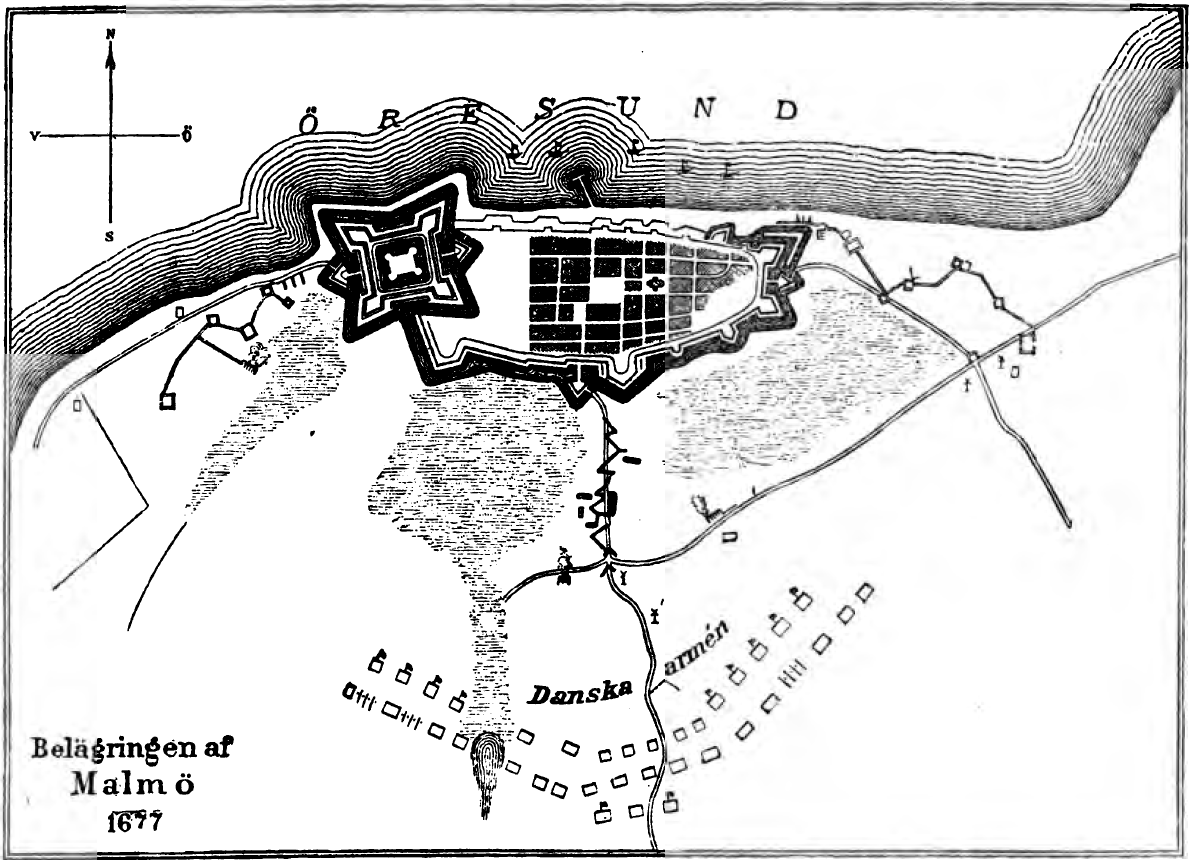
Un'illustrazione dell'assedio.

## Preludio

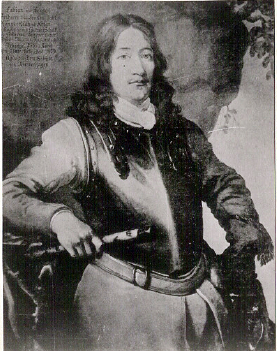
Ritratto del comandante svedese Fabian von Fersen.

La città fortificata di Malmö era l'unica fortezza svedese a non essere caduta nelle mani degli svedesi nel periodo 1676-1677 durante la guerra di Scania. La fortezza era utilizzata come base per le operazioni svedesi nella regione della Scania, a sud dello stato. Per vincere la guerra, re Cristiano V di Danimarca era intenzionato a conquistare Malmö ed a colpire la principale piazzaforte svedese della regione. L'assedio ebbe inizio l'11 giugno quando la marina danese ancorò e si accampò a sud della città. I genieri danesi iniziarono l'escavazione delle trincee attorno al castello ad ovest, a est e a sud dei cancelli della città. Il 12 giugno, i danesi posizionarono i loro 28 cannoni e 27 mortai, iniziando a bombardare il castello e la città.
L'amministrazione svedese di Malmö non era certa della lealtà dei cittadini locali dal momento che questi si trovavano sotto il governo svedese solo a partire dal 1658. Notizie da Kristianstad riportarono che Cristiano V aveva permesso ai suoi soldati di saccheggiare l'area e questo convinse alla fine i cittadini locali a supportare gli svedesi. La difesa svedese era posta sotto il comando del generale Fabian von Fersen, che già in passato era stato comandante militare nelle regioni della Scania, dell'Halland e di Blekinge. Durante l'assedio, venne ferito alla testa da un colpo di moschetto danese e morì il 30 luglio.

## La battaglia
Il bombardamento si fece più intenso la sera del 25 giugno ed il 26 giugno alla 1:00 iniziò l'attacco vero e proprio al castello di Malmö, seguito da due assalti frontali alla città, uno dalla porta a sud (Söderport) e uno da quella a est (Österport).
I danesi utilizzarono ogni materiale a disposizione per superare il fossato della città. Dopo fieri scontri le forze danesi al comando di Siegfried von Bibow furono in grado di rompere le difese del cancello orientale. Ad ogni modo, quando i danesi raggiunsero la cima delle fortificazioni, i loro colleghi dell'artiglieria cessarono il fuoco e questo diede l'opportunità ai difensori svedesi di approntare i loro cannoni.
L'artiglieria svedese iniziò quindi a sparare sulle truppe danesi che cercavano di attraversare il fossato, infliggendo molti danni alle truppe che avanzavano ed impedendo alla retroguardia di rinforzare le truppe di von Bibow. All'interno della città, von Bibow non disponeva di un numero sufficiente di uomini per aprire il cancello e si trovò come in trappola. Un altro attacco all'altro cancello della città venne respinto.
Dopo il fallimento dell'assedio, il 5 luglio le truppe danesi iniziarono la loro ritirata a nord verso la città di Landskrona, dove si scontrarono poi nella battaglia omonima.

## Conseguenze
I danesi avevano perso l'iniziativa di guerra oltre che le loro truppe migliori disponibili nella regione e diversi comandanti di talento. Gli storici sostengono che l'assedio di Malmo abbia avuto poi conseguenze sul risultato della battaglia di Landskrona del 14 luglio successivo. Mentre i danesi continuavano a trionfare sugli svedesi sul mare, l'assedio fu una delle vittorie di terra della Svezia che restaurò lo status quo ante bellum della Scania, riportandola sotto il pieno controllo svedese.